# Crash Village
Crash Village er den nyeste Crash Bandicoot hjemmeside, hvor man kan møde venner, chatte og spille. Hvis man vil møde sine venner, må man først lave en bruger eller en gæste figur af kropsdele fra andre Crash Bandicoot figurer, og vælge om man er med de gode eller de onde. Man kan selvfølgelig altid ændre det. Man chatter ved hjælp af nogle talebobler, hvor man vælger hvad sætning eller ord de skal sige. Men man kan ikke selv skrive noget.
Siden indeholder desuden informationer om det nyeste Crash Bandicoot spil Crash: Mind over Mutant, om figurerne, og man kan se video traileren til den og se en anden film Crash of the Titans-tegneserie, man kan se billeder af Titanerne der er med i spillet. Man kan se Mind over Mutant-skærmbilleder og Mind over Mutant-grafik.

## Spil
- Man kan spille "Tatoo Parlor" (Tatoveringer), hvor man skal tegne efter nogle streger på tid.
- "Beat the Bandicoot" (Dyst mod punggrævlingen), går ud på at svare på en række spørgsmål om forskellige ting på tid.
- "Obstacle Course" (Forhindringsløb), går ud på at komme igennem banerne med sin figur, man kan hoppe over forhindringer og samle wumpa fruit (frugt) for at få liv.
- "Mutant Creator" (Mutanttitehdas/ Cortex Mutantskaber), går ud på at lave sin egen Titan og man kan udskrive den.
- "Titan Match Mania" (Titaaneja Tuplana/Match Titanen) er et vendespil hvor man kan vælge sværhedsgrad, jo sværere det er, jo flere kort er der, at skulle vende, efter spillet kan man downloade et baggrunds billede, der er tre forskellige baggrunds billeder for hver sværhedsgrad.
- "Copy Coot" (Find kopien) er ligesom Simon siger, der er nogle figurer fra Crash Bandicoot der siger nogle lyde, så skal man trykke på den rigtige figur i rækkefølgen.
- "No Monkey No" (Ingen Abe, Ingen) går ud på at spærre aben inde, den rykker en plads, samtidig med at man sletter en plads.
- "Merry Crashmas" går ud på at samle nogle gaver ind fra nogle fjender, og så er der nogle fjender man skal undgå, de skyder bomber.

| Internet | Spire Denne internet-relaterede artikel er en spire som bør udbygges. Du er velkommen til at hjælpe Wikipedia ved at udvide den. |